# Август Прусский
Фридрих Вильгельм Генрих Август Прусский (нем. Friedrich Wilhelm Heinrich August von Preußen; 19 сентября 1779, дворец Фридрихсфельде, Берлин — 19 июля 1843, Бромберг) — сын принца Фердинанда Прусского, младшего брата Фридриха Великого, и Луизы, маркграфини Бранденбург-Шведтской. Генерал пехоты, генерал-инспектор и шеф артиллерии, активный участник Наполеоновских войн.

## Биография
В молодости зачислен в прусскую армию и в 1801 году получил в командование гренадерский батальон, расквартированный в Берлине. Участвовал в войнах с Францией. В сражении при Ауэрштедте командовал гренадерскими батальонами. 28 октября 1806 года при капитуляции остатков прусской армии (был яростным противником сдачи) в Пренцлау взят в плен. Перевезён французами в Берлин, а затем в Нанси и Суассон. После Тильзитского мира освобождён. В марте 1808 года назначен шефом артиллерии, руководил её реорганизацией.
20 января 1809 года был награждён орденом Св. Андрея Первозванного.
1 марта 1813 года назначен командующим объединенной мобильной артиллерией. 16 августа 1813 года принял командование 12-й пехотной бригадой во 2-м армейском корпусе генерала Ф. Клейста и вскоре произведен в генерал-лейтенанты. Участвовал в сражении при Дрездене. При Кульме Август со знаменем в руках лично возглавил штыковую атаку силезского батальона 11-го пехотного полка. Отличился в Битве народов.
В 1814 году успешно сражался при Шампобере, затем командовал дивизией. Принял участие в боях при Мери, Маро, Лаоне, Клайе, Париже. 1 апреля 1814 года заменил Клейста на посту командира 2-го армейского корпуса.

После возвращения Наполеона во Францию в марте 1815 года готовил осадные войска для предстоящей кампании. Подготовил осаду Мобежа, Ландресе, Мариенбурга, Филиппвиля, Рокруа и т. д. Награждён 10 января 1817 года российским орденом Св. Георгия 2-го кл. 
За участие в войне против французов 1813-1814 годов.
 После заключения мира вновь занял пост генерал-инспектора артиллерии.
Август Прусский был самым крупным землевладельцем в Пруссии, но после его смерти большая часть его земель перешла к казне в отсутствие наследников и только незначительная часть — к семейству Радзивиллов, с которыми находился в родстве по сестре Луизе. Похоронен в Берлинском кафедральном соборе. В неузаконенных отношениях с Каролиной Фридерикой фон Вальденбург родилось четверо детей. Августа Аренд родила принцу Августу ещё семерых внебрачных детей.
Имя принца Августа носит улица Аугустштрассе в берлинском районе Митте.

## Награды
Королевства Пруссия:
- Орден Чёрного орла (18 августа 1786); цепь ордена (11 октября 1842)[5]
- Орден Красного орла (1792, как кавалер ордена Чёрного орла)
- Железный крест 2-го класса
- Крест за выслугу лет[нем.] (1825)

Российской империи:
- Орден Святой Анны 1-й степени (20 января 1809)[6]
- Орден Святого Александра Невского (20 января 1809)[7]
- Орден Святого апостола Андрея Первозванного (20 января 1809)[8]
- Орден Святого Владимира 2-го класса (7 октября 1813)[9]
- Орден Святого Георгия 2-го класса (10 января 1817)

Прочие:
- Княжеский орден Дома Гогенцоллернов, почётный крест 1-го класса (княжества Гогенцоллерн-Гехинген и Гогенцоллерн-Зигмаринген)
- Орден Святого Георгия (королевство Ганновер)
- Королевский Гвельфский орден, большой крест (королевство Ганновер)
- Династический орден Генриха Льва, большой крест (герцогство Брауншвейг)
- Королевский венгерский орден Святого Стефана, большой крест (королевство Венгрия)
- Военный орден Марии Терезии, рыцарский крест (Австрийская империя)
- Высший орден Святого Благовещения (королевство Сардиния)
- Орден Святого Януария (королевство Обеих Сицилий)